# Góra Śląska Dworzec Mały
Góra Śląska Dworzec Mały – nieczynna stacja kolejowa w Górze, w powiecie górowskim, w województwie dolnośląskim, w Polsce.